# Szobrok udvara
A szobrok udvara egy nápolyi kolostor, a Megváltó kolostora udvara, amelyet számos híres ember mellszobra díszít. A kolostor ma a Nápolyi II. Frigyes Egyetem néhány intézetének ad otthont.
Az épületet a 16. században kezdték el építeni. Négyszögletű udvarát toszkán stílusú oszlopok övezik, ezek mögött található egy nyílt galéria a mellszobrokkal.